# 慶應義塾幼稚舎
慶應義塾幼稚舎（けいおうぎじゅくようちしゃ）は、東京都渋谷区恵比寿二丁目にある私立小学校。

## 概説
1874年（明治7年）、福澤諭吉の高弟である和田義郎が、慶應義塾の塾生で最も幼い者数名を三田の慶應義塾構内にある自宅に寄宿させて、夫婦で教育を行った「和田塾」が幼稚舎の始まりである。
1937年（昭和12年）、福澤諭吉の別邸があった現在の広尾へ移転。谷口吉郎（文化勲章受章）と谷口吉生の父子二代にわたり校舎が設計されており、各教室への採光やグラウンドへの動線など機能的な校舎である本館は80年以上の歴史をもつ。1999年（平成11年）に、日本の近代建築20選（DOCOMOMO JAPAN選定 日本におけるモダン・ムーブメントの建築）に選定されている。
日本で最も古い私立小学校の一つである。小中高大一貫教育を通して、福澤諭吉の教えを受け継いだ教育が行われている。
入学試験にもみられるように学力だけでなく体育が重視され、「勉強は強制しないし、勉強は家庭の責任」を謳う、自由闊達な教育方針を旨とする。

## 年表

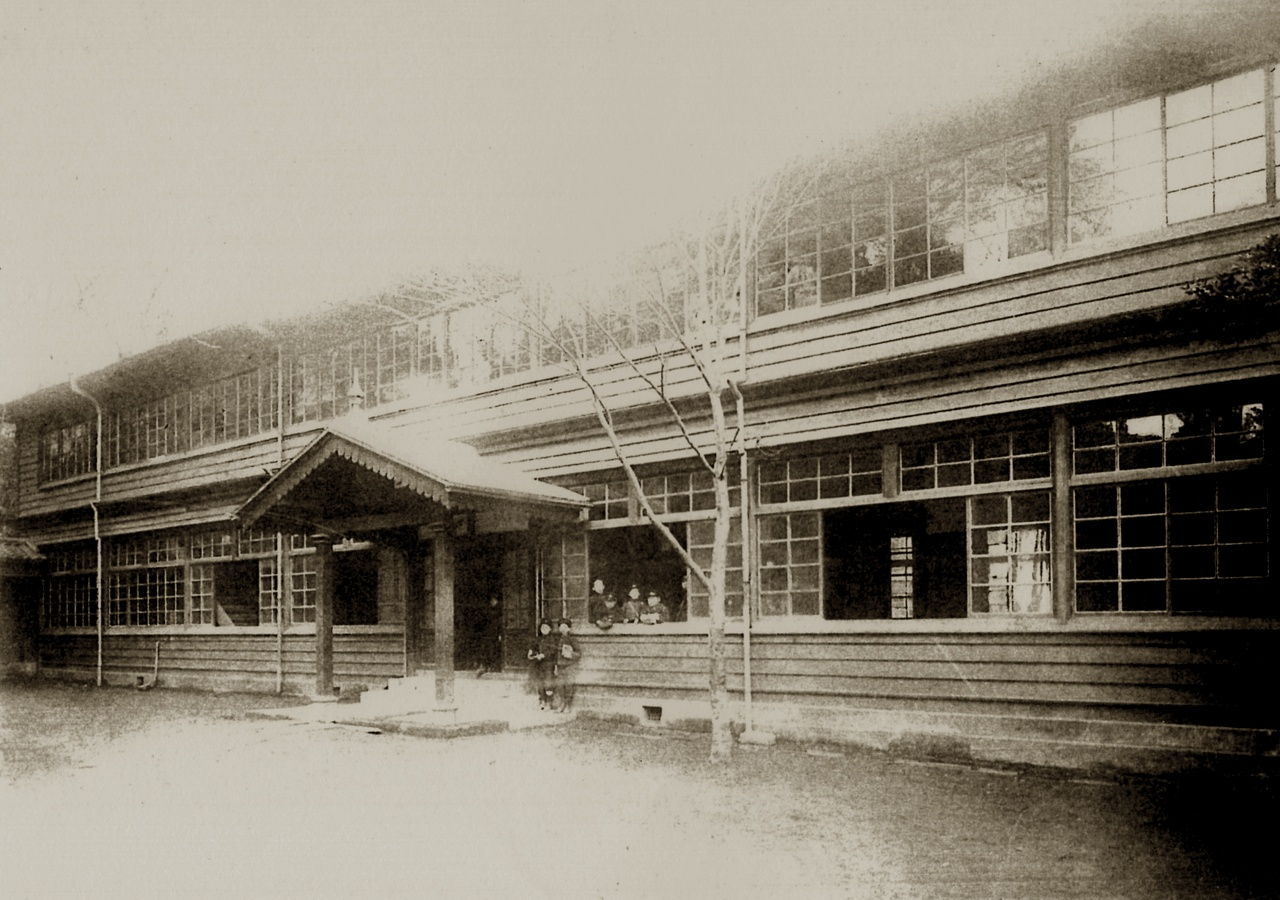
幼稚舎教場（1898年建築）

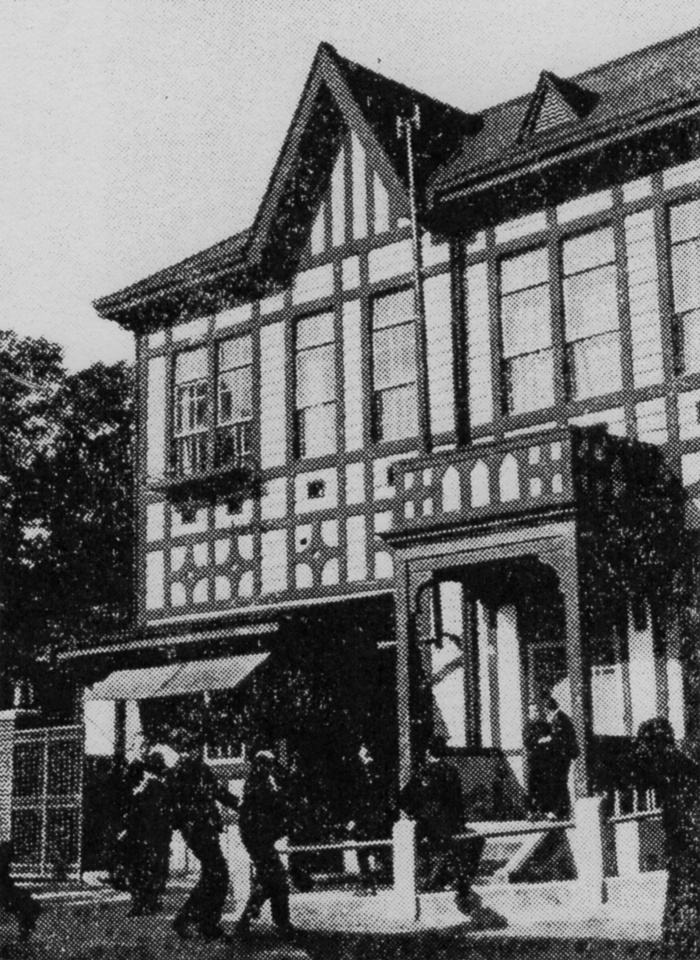
幼稚舎理科実験室
（明治末期）

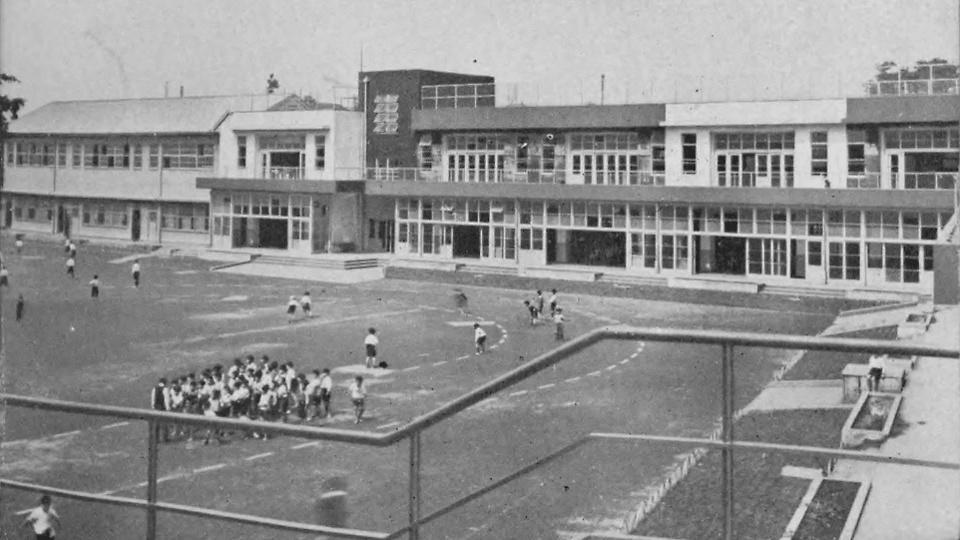
幼稚舎校舎と校庭（昭和29年）

- 1869年（明治02年）、慶應義塾の幼年生のために童子寮（12歳から16歳の者を預かる寄宿舎）を設ける。
- 1874年（明治07年）、福澤門下の地に和田義郎が慶應義塾で最も幼い者数名を三田の義塾構内にある自宅に寄宿させ、夫婦で教育を行う。この頃は「和田塾」と呼ばれた。
- 1877年（明治10年）、和田塾を幼年局と称し、1880年頃まで女生徒も在学。
- 1879年（明治12年）、福澤諭吉が現在の幼稚舎校地の場所を購入し、広尾別邸とした。
- 1880年（明治13年）、幼年局を幼稚舎と改称する。
- 1881年（明治14年）、課業中に体操、柔術を加える[6]。
- 1886年（明治19年）、皇太子（のちの大正天皇）が幼稚舎に来校[7]。
- 1889年（明治22年）、雑誌『文園』創刊（幼稚舎生有志により発刊）[8]。
- 1892年（明治25年）、鎌倉光明寺に夏期学校開設[9]。
- 1897年（明治30年）、幼稚舎が小学校令準拠の教育機関（6年制）となる[10]。
- 1898年（明治31年）、三田山上から現在の三田キャンパス西校舎崖下に移転[11]。正式に慶應義塾の一員となり、初等教育から大学に至る一貫教育が確立した。
- 1898年（明治31年）、幻灯会を開催[12]。
- 1899年（明治32年）、制服・制帽を正式に定める[13]。
- 1906年（明治39年）、理科実験開始[14]。
- 1908年（明治41年）、「幼稚舎修身要領十箇条」を定める[15]。
- 1910年（明治43年）、理科実験室を新築[10]。
- 1920年（大正09年）、朝吹常吉から活動写真機を寄贈される[10]。制服のデザインを改める（いわゆる慶應型）[16][17]。
- 1922年（大正11年）、学級委員制を設ける[18]。
- 1925年（大正14年）、「幼稚舎の歌」原案成る（菊池知勇作詞、江沢清太郎作曲）[19]。
- 1927年（昭和02年）、大学評議会、予科・普通部・商工学校・幼稚舎の郊外移転方針決定[20]。
- 1937年（昭和12年）、福澤家広尾別邸の場所に移転[21]。
- 1944年（昭和19年）、集団疎開を行う（翌年10月まで）[22]。
- 1945年（昭和20年）、戦災で校舎を失った普通部が幼稚舎校地に移転（1952年まで）。
- 1947年（昭和22年）、新学制に移行[22]。
- 1948年（昭和23年）、男女共学となる[23]。
- 1954年（昭和29年）、「幼き塾生の歌」「幼稚舎同窓会の歌」「幼稚舎を讃える歌」ができる[24]。
- 1964年（昭和39年）までは敷地内に森、農家、田畑があり、福澤家の一族が住んでいたが、東京オリンピックに伴う高速道路の予定地となり撤去された。
- 1973年（昭和48年）、幼稚舎創立100周年記念式典を挙行。
- 1976年（昭和51年）、100周年記念事業の一環として記念棟竣工。
- 1987年（昭和62年）、新体育館竣工。
- 2002年（平成14年）、125周年記念事業の一環として新館21竣工。
- 2009年（平成21年）、青森県つがる市の木造銀杏ヶ丘公園に慶應義塾幼稚舎疎開学園の碑を建立[25]。
- 2017年（平成29年）、静岡県伊豆市の修善寺に慶應義塾幼稚舎疎開学園の碑を建立[26]。

## 教育
幼稚舎の教育理念は、校歌の『幼稚舎の歌』にも歌われているように、生徒が福澤諭吉の教え、「独立自尊」を実践できる人材を育成することである。福澤は、「まず獣身を成して、のちに人心を養う」と常に唱え、その教えに従って、幼稚舎では昔から身体能力を鍛えることに力を入れ、入学してから卒業するまでにたくさんの体育行事や活動を用意している。
6年間担任持ち上がり制、教科別専科制を採用している。在籍する男子児童は女子の2倍であり、1クラス36人、内訳は男子24人、女子12人である。一学年計144人である。各学年にK組、E組、I組、O組の4つのクラスがあり、クラスごとにクラスカラーがあり、K組は青、E組は黄、I組は緑、O組は白である。運動会のクラス対抗リレーなどではそれぞれのクラスカラーのはちまきをする。
I組は2002年（平成14年）度に新設され、2002年度 - 2006年（平成18年）度までは1学年3クラス (K, E, O) と4クラス (K, E, I, O) が混合していた。教育方針は「勉強は強制しないし、勉強は家庭の責任」である。また、6年間クラス替え、担任変更のない教育編成が特徴。クラスごとに方針が異なる。理科、音楽、絵画、造形、体育、英語、情報、習字はそれぞれ専門の教育を受けた教員が指導に当たる。
慶應義塾の教育の一環として児童全員に1000m完泳を義務付けている。また、福澤諭吉の誕生日記念会では音楽科教員が選抜した幼稚舎生数十名が『福澤諭吉ここにあり』を歌う。校歌は多数あるが、『若き血』、『福澤諭吉ここにあり』、『幼稚舎マーチ』が有名。給食はホテルニューオータニの食事が採用されている。

## 設備
各教室には冷暖房、それぞれ1台ずつプラズマテレビとパソコンが設置してある。自尊館（講堂）、理科園（自然園）、サイエンスミュージアム（学校博物館）、けやきホール（食堂）が備えられている。
図書室は約33,000冊以上の蔵書数を誇る。最寄り駅は東京メトロ広尾駅。制服の着用義務がある。

## 入学・進学
入学試験は学力試験ではなく行動観察、運動、制作、口頭試問などが行われる。
一学年の入学者数は男子96名、女子48名の合計144名。144名の募集人数に対し、2021年度は合計1,487名が受験し、合格倍率は男女合わせて10.3倍であった。募集人員が少ない女子の方が倍率は高く11.6倍。募集人数は長年変わっておらず、受験者数も2020年度1558名、2019年度1406名と比較的安定している。
慶應義塾大学までの小中高大一貫教育、無試験でそのまま進級できるエスカレーター式を採用しているが、必ずしも進級できるわけではなく、中学・高校で留年制度がある。特に義務教育の中学校で出席日数ではなく、学力で留年があるのは、日本国内で異例とされる。
慶應義塾が設置している3つの中学校慶應義塾普通部、慶應義塾中等部、慶應義塾湘南藤沢中等部のうちどの学校に進学するかは、児童・保護者が選択できる。近年の幼稚舎卒業生の慶應義塾一貫校の各中学校への進学状況は以下である。
| 卒業年        | 普通部 | 中等部         | 湘南藤沢中等部 | 他校  |
| ------------- | ------ | -------------- | -------------- | ----- |
| 2012年3月卒業 | 男子81 | 男子13・女子45 | 男子1・女子3   | 1     |
| 2013年3月卒業 | 男子65 | 男子24・女子47 | 男子5・女子1   | 2     |
| 2014年3月卒業 | 男子68 | 男子22・女子46 | 男子5・女子2   | 0     |
| 2015年3月卒業 | 男子70 | 男子21・女子46 | 男子5・女子2   | 0     |
| 2016年3月卒業 | 男子64 | 男子25・女子45 | 男子6・女子3   | 男子1 |
| 2017年3月卒業 | 男子72 | 男子18・女子47 | 男子3・女子1   | 男子2 |
| 2018年3月卒業 | 男子66 | 男子24・女子41 | 男子6・女子7   | 0     |
| 2019年3月卒業 | 男子78 | 男子14・女子48 | 男子2・女子0   | 男子2 |
| 2020年3月卒業 | 男子77 | 男子18・女子46 | 男子1・女子2   | 0     |
| 2021年3月卒業 | 男子61 | 男子31・女子43 | 男子0・女子5   | 男子4 |
| 2022年3月卒業 | 男子51 | 男子39・女子45 | 男子3・女子3   | 男子3 |

## 名称
「幼稚舎」という名称であるが、幼稚園ではなく小学校である。学校教育法の135条で、専修学校や各種学校、無認可校など学校教育法上の小学校以外の教育施設が「小学校」を名乗ることは禁じられているが、「小学校」と名乗る義務は無いため合法である。
名乗らない小学校はまれであるため誤解されたエピソードもある。幼稚舎出身の南博は旧制東京高校尋常科（後身校：東京大学）に入ったとき、修身の時間に教育勅語を暗誦できなかったため、「君は教育勅語を知らんのか、いったいどこの小学校からきた」と教師から怒られ、「慶應義塾の幼稚舎です」と答えたが、「幼稚園のことを訊いているのではない、小学校は何処だ」と怒鳴られたという。

## 周辺
慶應義塾幼稚舎の校地の北側に古川が流れ、天現寺橋交差点の脇には古川と笄川（こうがいがわ）の合流点があり、合流点より上流は渋谷川と名を変える。校地の北東に狸橋という橋が江戸時代から存在している。橋の南西に狸蕎麦という蕎麦店が明治になるまで存在し、福澤は狸蕎麦や周辺の田園風景を気に入りしばしば来店し、1879年（明治12年）には狸橋南岸一帯の土地を買収し別邸を設けた。
慶應義塾幼稚舎や外苑西通りを挟んで向かいにある東京都立広尾病院の一帯は江戸時代には「広尾の原」と呼ばれており、徳川家光の時代以降にはしばしば鷹狩や鶉狩に利用されていた。その後、明治時代からは砂利採り場となっていたこともあった。古川の流れるこの辺り一帯の海抜は約9メートルで、渋谷区では最も低い場所となっている。

## 関連文献
- 慶應義塾幼稚舎史 日録 - Google ブックス（慶應義塾幼稚舎、1965年）
- 慶應義塾幼稚舎史 日録（戦後編） - Google ブックス（慶應義塾幼稚舎、1970年）
- 稿本 慶應義塾幼稚舎史（戦後編） - Google ブックス（慶應義塾幼稚舎、1970年）